# Edgar Dueñas
Edgar Esteban Dueñas Peñaflor  (Guadalajara, Jalisco, México, 5 de marzo de 1983) es un exfutbolista mexicano. Jugaba como defensa central y su último equipo fueron los Potros de la UAEM de la Ascenso MX. Actualmente es asistente técnico de José Manuel de la Torre en el Club Puebla de la Liga MX.

## Trayectoria como jugador
Defensa central tapatío surgido de la cantera de los Diablos Rojos, debutó con Toluca en el Torneo Clausura 2004, con el paso del tiempo se ha convertido en un referente de la defensa escarlata, a la fecha ha conquistado los títulos del Apertura 2005, 2008 y Bicentenario 2010. Su temperamento junto con sus cualidades para defender llaman la atención del TRI y ha sido convocado para la disputa de partidos amistosos e incluso estuvo en la lista oficial de José Manuel de la Torre para la Copa Oro de 2011.

### Deportivo Toluca
Edgar Dueñas debutó en la Primera División de México con el Toluca dirigido por Ricardo Ferretti para el Torneo Clausura 2004 en la jornada 1 ante el Atlante, en esta temporada se va afianzando como titular de la saga defensiva del equipo escarlata para que en el torneo apertura 2005 de la mano del entonces director técnico Américo Rubén Gallego consiguiera alzar su primer campeonato del fútbol mexicano derrotando al Monterrey en una final trepidante desde el partido de ida disputado en el estadio Nemezio Diez con un marcador de 3-3 pero para el partido de vuelta ganando por un marcador de 0-3 favor Toluca con dos goles de Vicente Sánchez y uno más por parte de Rodrigo Ezequiel Díaz.
Edgar Dueñas junto con el paraguayo Paulo Da Silva formaron la defensa impenetrable del fútbol mexicano para obtener su segundo título de liga en el Torneo Apertura 2008 consiguiendo además del trofeo de campeón una distinción grupal de un récord de 772 sin recibir gol. Este título lo consiguió junto con el entonces entrenador de la selección mexicana, José Manuel de la Torre posteriormente gana el torneo Bicentenario 2010 al derrotar al Santos Laguna por la última instancia del partido, la vía de los tiros de penal.
El 27 de mayo fue anunciado como transferible del Deportivo Toluca, después de 10 años en el equipo.

## Selección nacional
Debutó como internacional con México el 26 de enero de 2006 en la victoria por 2-1 de El Tri ante Noruega.
Durante la Copa de Oro de la Concacaf 2011, Dueñas y otros cuatro miembros de la selección nacional de México dieron positivo por la sustancia prohibida clembuterol y fueron retirados del plantel. Más tarde, todos los jugadores fueron exonerados ya que la FIFA determinó que el acusado había ingerido la sustancia prohibida a través de carne contaminada que se había servido inadvertidamente durante un campo de entrenamiento previo al torneo.
Sin embargo, la Agencia Mundial Antidopaje apeló al Tribunal de Arbitraje Deportivo para solicitar una prohibición. El 12 de octubre de 2011, la solicitud se retiró cuando el expediente completo se puso a disposición de la AMA.

## Clubes

### Como jugador
| Club                   | País   | Año         |
| ---------------------- | ------ | ----------- |
| Deportivo Toluca F. C. | México | 2004 - 2015 |
| Chiapas F. C. (cedido) | México | 2014 - 2015 |
| C. Puebla              | México | 2016 - 2017 |
| Potros de la UAEM      | México | 2017        |

### Como entrenador
| Club                               | País   | Año               |
| ---------------------------------- | ------ | ----------------- |
| CDH                                | México | 2018              |
| CDH (Asistente)                    | México | 2018 - 2019       |
| Cafetaleros de Chiapas (Asistente) | México | 2019 - 2020       |
| Reservas y Academia del Toluca     | México | 2022 - actualidad |

## Palmarés

### Como jugador
| Título                   | Club   | País   | Año  |
| ------------------------ | ------ | ------ | ---- |
| Torneo Apertura 2005     | Toluca | México | 2005 |
| Apertura 2008            | Toluca | México | 2008 |
| Torneo Bicentenario 2010 | Toluca | México | 2010 |